# رود چچوی
رود چچوی (انگلیسی: Chechuy) یک رودخانه در استان ایرکوتسک کشور روسیه است.